# Taylor Buttresses
Die Taylor Buttresses sind ein 1410 m hoher, ovaler und an einen Walrücken erinnernder Hügel im westlichen Palmerland auf der Antarktischen Halbinsel. Er ragt nahe der Kopfenden des Riley- und des Chapman-Gletschers auf. Seine glatte Kontur ist am nördlichen Ende durch drei markante Felssäulen durchbrochen.
Das UK Antarctic Place-Names Committee benannte ihn 1977 nach dem Geologen Brian James Taylor (* 1937) vom British Antarctic Survey, der von 1961 bis 1963 auf der Station am Fossil Bluff auf der Alexander-I.-Insel tätig war.